# Ptah
Ptah este zeul creator în Memphis, simbolizat printr-o mumie cu mâinile întinse, ținând Sceptrul. Patronul spiritual al meșteșugarilor, se extinde în a fi zeu creator, lumea născându-se din gândurile și cuvintele lui. Treptat devine o zeitate funerară, Ptah-Sokar-Osiris. S-a sugerat că prin grecizarea numelui templului său, Hwt-ka-Ptah în Aiguptos a deviat numele actual al țării, Egipt.

## Origine
Ptah este un zeu creator egiptean care a conceput lumea și a adus-o la existență prin puterea creatoare a vorbirii. Un imn închinat lui Ptah, datând din dinastia a XXII-a a Egiptului, spune că Ptah „a creat lumea în proiectul inimii sale”, iar Piatra Shabaka, din dinastia a XXV-a, spune că Ptah „a dat viață tuturor zeilor și ka-urilor lor, de asemenea, prin această inimă și această limbă”.
El poartă multe epitete care descriu rolul său în religia egipteană antică și importanța sa în societatea de atunci:
- Ptah cel care a dat naștere primului început
- Ptah stăpânul adevărului
- Ptah stăpânul eternității
- Ptah care ascultă rugăciunile
- Ptah maestrul de ceremonii
- Ptah stăpânul justiției
- Ptah zeul care s-a făcut pe sine însuși

## Reprezentare

Ptah

La fel ca multe zeități din Egiptul antic, Ptah ia mai multe forme, prin unul dintre aspectele sale particulare sau prin sincretismul zeităților antice din regiunea Memphis. Reprezentat uneori ca un pitic, gol și diform, popularitatea sa va continua să crească în Perioada târzie. Asociat frecvent cu zeul Bes, cultul său a depășit apoi granițele Egiptului și a fost exportat în toată Mediterana de Est. Prin diseminarea de către fenicieni, găsim figuri ale lui Ptah în Cartagina.
Ptah este în general reprezentat sub forma unui bărbat cu pielea verde, cuprins într-un giulgiu lipit de piele, purtând barba divină și ținând în mână un sceptru care combină trei simboluri puternice ale religiei egiptene antice:
- Sceptrul Was
- Semnul vieții, Ankh
- Pilonul Djed

Aceste trei simboluri combinate indică cele trei puteri creatoare ale zeului: puterea (was), viața (ankh) și stabilitatea (djed).

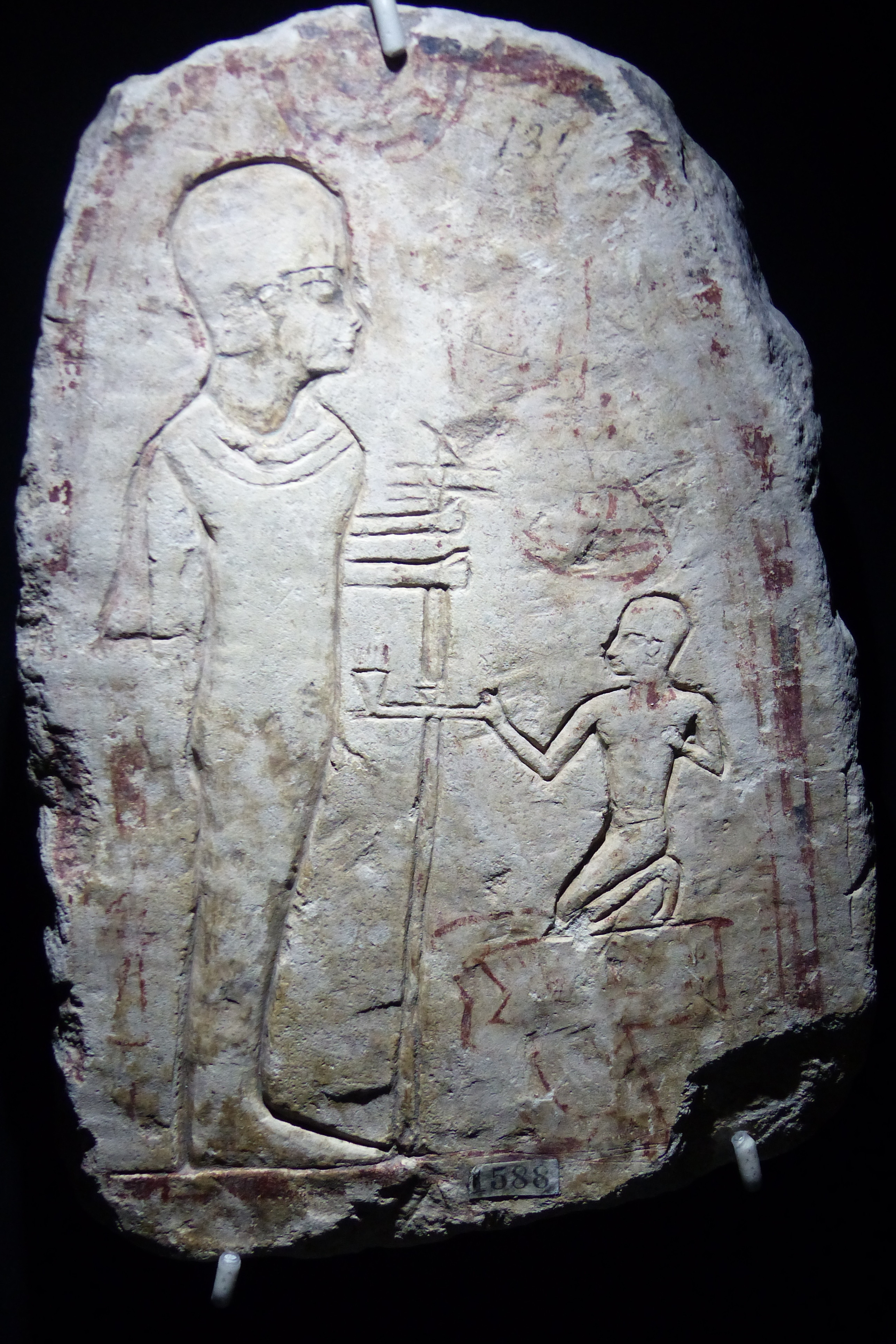
Stelă cu Ptah, secolele VI-III î.Hr.

Din Vechiul Regat, el absoarbe rapid înfățișarea lui Sokar și a lui Tatenen, zeități străvechi din regiunea Memphis. Forma sa de Sokar se găsește cuprinsă în giulgiul său alb purtând coroana Atef, un atribut al lui Osiris. În această calitate, el reprezintă divinitatea protectoare a necropolei din Saqqara și a altor situri celebre unde au fost construite piramidele regale. Treptat, el a format împreună cu Osiris o nouă divinitate numită Ptah-Sokar-Osiris. Statuetele reprezentând forma umană, forma pe jumătate umană, pe jumătate șoim sau pur și simplu forma pură de șoim a noii zeități au început să fie plasate sistematic în morminte pentru a-i însoți și proteja pe cei morți în călătoria lor spre Vest.
Forma sa Tatenen este reprezentată de un bărbat tânăr și viguros, purtând o coroană cu două pene înalte care înconjoară discul solar. El întruchipează astfel focul subteran care răscolește și ridică pământul. Ca atare, el era venerat în special de către metalurgiști și fierari, dar era la fel de temut, deoarece el era cel care provoca cutremurele și trepidațiile scoarței terestre. Și în această formă, Ptah este maestrul de ceremonii pentru Heb Sed, un eveniment care atestă în mod tradițional primii treizeci de ani de domnie ai unui faraon.

## Cult

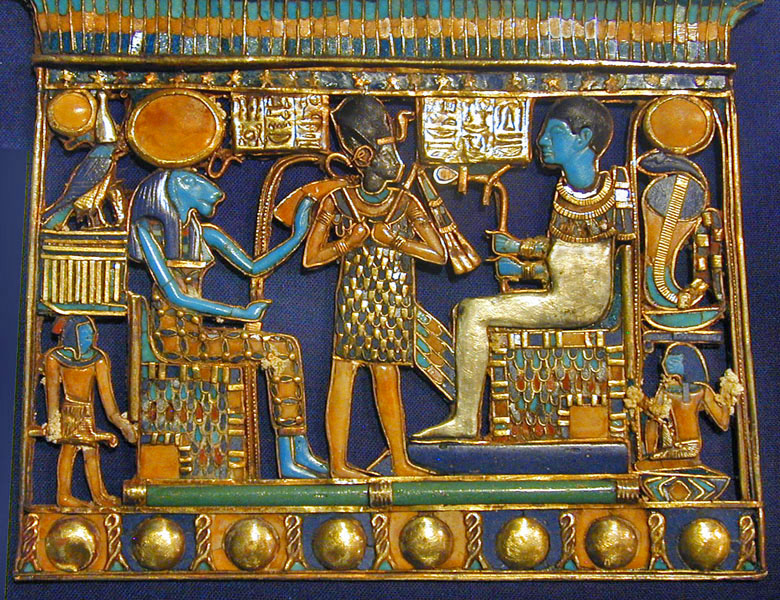
Bijuterie cu Tutankhamon între Sekhmet și Ptah.
(Mormântul lui Tutankhamon)</br>

Cultul zeului Ptah s-a răspândit rapid în tot Egiptul. În cadrul marilor proiecte regale din Vechiul Regat, marii preoți ai lui Ptah au fost deosebit de căutați și au lucrat în colaborare cu vizirul, îndeplinind rolul de arhitecți șefi și meșteri artizani, responsabili de decorarea complexelor funerare regale.
În Noul Regat, cultul zeului se va dezvolta în moduri diferite, în special în Memphis, patria sa, dar și la Teba, unde muncitorii de la mormintele regale îl onorau ca patron al meșteșugarilor. Din acest motiv, oratoriul lui Ptah care ascultă rugăciunile a fost construit în apropierea sitului Deir el-Medina, satul în care erau găzduiți muncitorii și meșteșugarii. La Memphis, rolul de intercesor pe lângă oameni era vizibil mai ales în aspectul incintei care proteja sanctuarul zeului. Pe pereți erau sculptate urechi mari, simbolizând rolul său de zeu care ascultă rugăciunile.